# Toni Rüttimann
Pour les articles homonymes, voir Rüttimann.
Beat Anton Rüttimann (Toni Rüttimann), né le 21 août 1967 à Pontresina dans le canton des Grisons en Suisse, est un ingénieur civil suisse, constructeur de ponts en Amérique latine et en Asie du Sud-Est. En Amérique du Sud et en Amérique centrale, il est connu sous le surnom de Toni el Suizo (« Toni le Suisse »).

## Biographie
En 1987, deux semaines avant de terminer sa maturité et ses études secondaires au lycée Alpinum à Zuoz, il voit à la télévision des images de l’Équateur dévasté par un tremblement de terre. Sensibilisé par cette tragédie, il décide de se rendre en Équateur, juste après avoir obtenu sa maturité, sans contacts préalables, avec ses économies et une collecte auprès de ses voisins, qui lui a permis de réunir 9 000 francs pour le voyage. Arrivé sur place, il constate l'importance qu'un pont détruit par le séisme avait pour la population. N'ayant aucune idée de la façon dont on construisait les ponts, il consulte des livres et prend conseil auprès d'un ingénieur néerlandais qui se trouvait dans la région. À proximité du lieu sinistré, il constate également que les exploitants pétroliers avaient des câbles et des tuyaux usagés qu’il était possible de récupérer pour ses travaux. Avec l'aide de la population locale, et de cet ingénieur, il construit son premier pont. De retour en Suisse, après les quatre mois qu'a duré la construction du pont, il commence une formation d'ingénieur civil à l'École polytechnique fédérale de Zurich (EPFZ) qu'il arrête au bout de sept semaines, craignant de rester définitivement en Suisse après ses études et d'avoir une vie rangée. Il repart ensuite en Équateur, pour continuer à construire des ponts dans des lieux défavorisés. 

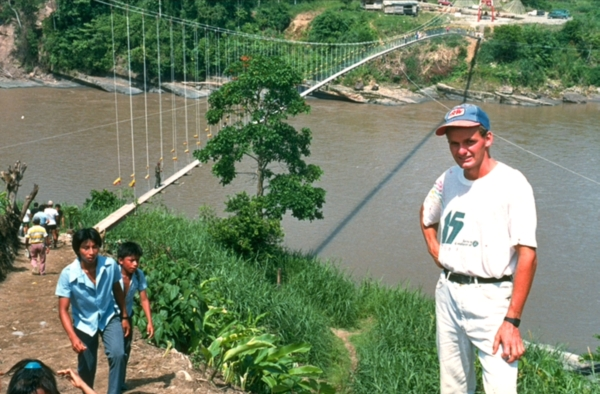
Toni Rüttimann devant le pont construit par les villageois, franchissant la rivière Aguarico.

Quatre ans plus tard, après un bref séjour en Suisse, qui lui a permis de récupérer deux vieux camions envoyés en Équateur, il fait la connaissance de Walter Yanez, un mécanicien/soudeur, qui se joint à lui. Tous deux ont œuvré ensemble, pendant dix ans, avec l'aide des populations locales, dans divers pays d'Amérique latine, à la construction de ponts. Collaboration qui se réduisit lorsqu'à la suite d'une rencontre en Suisse d'un réfugié cambodgien, Toni Rüttimann, prit la décision de continuer la construction de ses ponts au Cambodge. Walter Yanez après un bref séjour au Cambodge, géné par sa difficulté à communiquer avec la population locale, en raison de la langue, préféra retourner dans son pays auprès de sa famille, où il continuera la construction de ponts.  
En 2002, Toni est atteint au Cambodge du Syndrome de Guillain-Barré, puis transféré en Thaïlande pour y être soigné. Cette paralysie foudroyante lui a infligé une année d'alitement et deux ans de lente rééducation pour récupérer l’usage de ses membres, Il met à profit cette immobilisation pour développer un programme informatique qui calcule, à partir des données topographiques et de la charge utile désirée, le profil du pont, le diamètre et la longueur de chaque élément. Ce programme permet à 67 ponts d'être construits simultanément. Il a présenté ce programme à l'École polytechnique fédérale de Lausanne (EPFL) et à l'EPFZ, à deux reprises, en 2003 et 2011. De sa maladie, il garde des séquelles physiques, il ne peut plus, ni courir, ni sauter, ni s'accrocher aux câbles pour la construction de ses ponts. 
Le 31 mars 2018, Toni Rüttimann se marie avec Madame Palin, une enseignante, inspectrice des écoles d'origine thaïlandaise. Il lui avait fait sa demande en mariage à Pagode Shwedagon six mois auparavant. La cérémonie se déroule à Pay Pin Taung dans la région d'Ayeyarwady en Birmanie après la construction du 777 ponts. Le 27 septembre 2018 naît de cette union à Bangkok une fille prénommée Athina, en l'honneur de l'ancienne déesse grecque Athéna.
Entre 1987 et 2017, il a construit ou fait construire, avec l'aide de la population locale, plus de 760 ponts suspendus simples, en Amérique Latine et plus tard en Asie, permettant à plus de 2 millions de personnes de les utiliser. Parmi les donateurs, il y a des entreprises de remontée mécanique suisses, qui lui offrent parfois de vieux câbles et l'entreprise Tenaris qui produit des tuyaux destinés à l’acheminement du pétrole et qu'il utilise dans les structures de ses ponts.   
De nombreux pays ont bénéficié de ses services :
| Pays               | Terminé | Population desservie |
| ------------------ | ------- | -------------------- |
| Cambodge           | 77      | 209 500              |
| Indonésie          | 114     | 709 300              |
| Laos               | 43      | 129 900              |
| Birmanie           | 135     | 518 000              |
| Vietnam            | 58      | 248 000              |
| En Asie            | 427     | 1 814 700            |
| Argentine          | 2       | 3 500                |
| Colombie           | 19      | 30 200               |
| Costa Rica         | 14      | 8 000                |
| Équateur           | 332     | 384 200              |
| Salvador           | 1       | 2 500                |
| Honduras           | 33      | 89 700               |
| Mexique            | 30      | 22 400               |
| Nicaragua          | 4       | 7 700                |
| En Amérique latine | 435     | 548 200              |
| Totaux             | 862     | 2 362 900            |